# Kurländische Ritterschaft

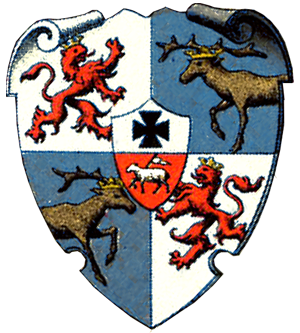
Wappen der Kurländischen Ritterschaft

Die Kurländische Ritterschaft war eine der vier deutsch-baltischen Ritterschaften.
Sie bestand ursprünglich aus zwei Ritterschaften. 1809 wurden die Kurländische und die Piltensche Ritterschaft vereinigt.
Sie ist Mitglied im Verband der Baltischen Ritterschaften.
Das Ritterhaus befand sich in Mitau (Jelgava).

## Zugehörigkeit
Die Adelsmatrikel wurde im Jahre 1620 bzw. 1634 fertiggestellt und schlossen damals 115 Geschlechter ein. Heute umfasst die kurländische Matrikel 304 Eintragungen, die 397 Geschlechter betreffen, wovon 131 bis in die Gegenwart fortbestehen.

## Immatrikulierte Geschlechter
Innerhalb der Ritterschaft erloschene Geschlechter sind mit (†) gekennzeichnet. Dies bedeutet jedoch nicht zwingend, dass diese gänzlich, also auch außerhalb der Kurländischen Ritterschaft im Mannesstamm abgegangen sind. Weiterhin können mehrere Linien, Zweige oder Häuser einer Familie getrennt und unabhängig voneinander immatrikuliert sein, weswegen Doppelnennungen vorkommen.
- Adamowitz gen. Adam (†)
- Adeling (†)
- Albedyll
- Alopaeus (†)
- Altenbockum
- Amboten (†)
- Ampach (†)
- Anrep-Elmpt (†)
- Arsenjew
- Ascheberg
- Ascheberg-Kettler (†)
- Ascheberg-Soefdeborg (†)
- Bach
- Bagge af Boo
- Balugjansky (†)
- Bandemer (†)
- Behr
- Bekleschow (†)
- Bellingshausen (†)
- Belzig v. Kreutz
- Benckendorff
- Bercken (†)
- Berg a.d.H. Carmel
- Berg a.d.H. Kandel
- Berge
- Berner (†)
- Bienemann von Bienenstamm
- Biron von Curland
- Bistram
- Blomberg
- Bodendieck (†)
- Boetticher
- Bohl (†)
- Bolschwing
- Borch (†)
- Borch-Lubeschütz
- Brackel
- Brasch
- Brevern
- Brincken
- Briskorn (†)
- Brockhausen (†)
- Broel gen. Plater
- Browne-Camus (†)
- Brucken genannt Fock
- Brüggen
- Brueggener (†)
- Brühl (†)
- Bruiningk a. d. H. Hellenorm
- Brunnow (†)
- Buchholtz
- Budberg-Bönninghausen
- Budde (†)
- Buddenbrook (†)
- Büldring-Bilterling
- Bülow (†)
- Bunge
- Buttlar (†)
- Buxhoeveden
- Cancrin (†)
- Castell-Rüdenhausen
- Dansas (†)
- Dermont-Siwicki
- Derschau
- Diebitsch Narten (†)
- Diebitsch-Sabalkansky (†)
- Dönhoff (†)
- Dörper (†)
- Dorthesen
- Drachenfels
- Dreylingk (†)
- Dubelt (†)
- Dücker
- Dühamel (†)
- Düsterlohe
- Eckeln gen. Hülsen (†)
- Ehden (†)
- Elerdt (†)
- Elmendorff (†)
- Elmpt (†)
- Engelhardt
- Essen
- Fink v. Finkenstein
- Finkenaugen (†)
- Fircks
- Foelckersahm, Voelckersahm
- Fresendorff (†)
- Freytag-Loringhoven
- Fricke (†)
- Fürstenberg (†)
- Funck
- Galan (†)
- Galen gen. Halswig (†)
- Galitzin (†)
- Gantzkow (†)
- Gayl (†)
- Gernet
- Gerschau
- Gerschau-Flotow
- Goes (†)
- Gohr
- Golowkin (†)
- Gortschakow
- Grandidier
- Greigh
- Grotthuß
- Gruenewaldt
- Haaren
- Hahn
- Hahnebohm (†)
- op dem Hamme gen. von Schoeppingk
- Hanenfeldt (†)
- Harrien (†)
- Haudring
- Helmersen
- Henning (†)
- Heringen (†)
- Heyking
- Hoerner
- Hoff (†)
- Hohenastenberg genannt Wigandt
- Holstinghausen genannt Holsten
- Holtey
- Howen
- Hoyningen-Huene
- Keller
- Kersenbroich (†)
- Kettler (†)
- Keyserling
- Kiewel v. Kiefelstein (†)
- Kisselew (†)
- Klebeck (†)
- Klein (†)
- Kleist
- Klopmann
- Klüchtzner
- Knabenau
- Knigge
- Knorre, Knorring
- Komorowski v. Liptau Orawa
- Königseck (†)
- Königsfels
- Korff Schmysingk gen. Korff
- Koskull
- Krähen (†)
- Krummess
- Kühnrath (†)
- Kutaissow
- Landsberg
- Launitz
- Ledebuer (†)
- Lepkowski (†)
- Lewaschew (†)
- Lieven
- Lilienfeld und Lilienfeld-Toal
- Lode
- Loebel gen. Leubel (†)
- Löwis of Menar
- Lüdinghausen gen. Wolff
- Lysander
- Maltitz (†)
- Manteuffel (†)
- Manteuffel gen. Zoege
- Maydell
- Medem
- Meerfeldt (†)
- Meerscheidt-Hüllessem
- Meißner (†)
- Mengden
- Mentzel (†)
- Mestmacher (†)
- Meyendorff
- Meyer gen. Rautenfels (†)
- Michelsohnen (†)
- Mirbach
- Mohl
- Mühlen
- Münchhausen (†)
- Münster a. d. H. Pokroy (†)
- Münster a. d. H. Sallensee (†)
- Nagel (†)
- Nesselrode-Ehreshofen (†)
- Nettelhorst
- Neuhoff gen. v. der Ley (†)
- Nolcken
- Nolde
- Nowosilzow (†)
- Oelsen
- Oest gen. Driesen (†)
- Oettingen
- Offenberg
- Orgies gen. Rutenberg
- Orlow (†)
- Osten gen. Sacken
- Ovander (†)
- Pahlen
- Paskau (†)
- Patkul
- Pfeilitzer gen. Franck (†)
- Piattoli (†)
- Piele gen. Pfeil (†)
- Piepenstock (†)
- Plater-Syberg
- Plettenberg (†)
- Przezdziecki
- Puttkamer (†)
- Raab gen. Thülen (†)
- Raczyna-Raczynski
- von Rahden
- Rappe (†)
- Rechenberg gen. Linten
- Recke
- Rehbinder
- Reibnitz
- Rennenkampff
- Reutern-Nolcken
- Reyer (†)
- Richter
- Ringemuth (†)
- Roenne
- Römer (Adelsgeschlecht)
- Ropp
- Rosen a. d. H. Hochrosen
- Rosenberg
- Rüdiger
- Rummel
- Rump (†)
- Saltza, Salza
- Samson-Himmelstjerna
- Saß
- Sayn-Wittgenstein-Berleburg (†)
- Schaffhausen (†)
- Scheinvogel
- Schelking (†)
- Schenking (†)
- Schierstädt (†)
- Schilling
- Schilling v. Schillingshof (†)
- Schlippenbach
- Schlippenbach-Skoefde
- Scholtz (†)
- Schroeders a.d.H. Zohden
- Schulte (†)
- Schwaben (†)
- Schwartzhoff (†)
- Schwerin (†)
- Seefeld
- Seßwegen gen. Guldenbogen
- Simolin
- Sivers a. d. H. Euseküll
- Ssuworow-Rimnikski Italiiski (†)
- Stackelberg
- Stanecke (†)
- Steinrath (†)
- Stempel
- Stichhorst (†)
- Stieglitz (†)
- Streithorst (†)
- Stromberg
- Syberg zu Wischling (†)
- Taube
- Thor-Haken (†)
- Tideböhl (†)
- Tiedewitz (†)
- Tiesenhausen
- Timroth
- Tinnen (†)
- Tippelskirch (†)
- Tolck gen. Engel (†)
- Torck (†)
- Tornauw
- Totleben (†)
- Trankwitz (†)
- Treyden (†)
- Trompowski
- Troschtschinsky (†)
- Trotta gen. Treyden (†)
- Tryzna gen. Karp (†)
- Tyszkiewicz (†)
- Uexküll
- Uexküll-Güldenband
- Ungern-Sternberg
- Vietinghoff-Scheel
- Vischer (†)
- Wahl
- Wahlen (†)
- Walden (†)
- Walther
- Walther-Wittenheim
- Walujew (†)
- Warden (†)
- Wassiltschikow
- Weiß a. d. H. Assern
- Wenge gen. Lambsdorff
- Wessel (†)
- Wettberg (†)
- Wildemann
- Witte v. Wittenheim (†)
- Witten
- Wolkonski
- Wolski
- Woronzow (†)
- Wrangell
- Wrschowetz-Sekerka u. Sedschütz (†)
- Württemberg (†)